# 553 v.Chr.
Het jaar 553 v.Chr. is een jaartal volgens de christelijke jaartelling.

## Gebeurtenissen

### Babylonië
- Koning Nabonidus trekt met het Babylonische leger op tot de stad Hamath.
- Nabonidus begint een veldtocht tegen het koninkrijk Edom, hij laat de koning vermoorden.

### Medië
- Koning Astyages probeert de Perzische dreiging af te schudden, Harpagus loopt over naar Cyrus II.

## Geboren
- Itoku (553 v.Chr. - 475 v.Chr.), keizer van Japan